# Bartolovec
Bartolovec är en ort i Kroatien.   Den ligger i länet Varaždin, i den nordöstra delen av landet, 60 km nordost om huvudstaden Zagreb. Bartolovec ligger 160 meter över havet och antalet invånare är 782. Den ligger vid sjön Lake Varaždin.
Terrängen runt Bartolovec är platt. Runt Bartolovec är det ganska tätbefolkat, med 80 invånare per kvadratkilometer. Närmaste större samhälle är Varaždin, 8,0 km väster om Bartolovec. Trakten runt Bartolovec består till största delen av jordbruksmark.